# 6594 Tasman
6594 Tasman è un asteroide della fascia principale. Scoperto nel 1987, presenta un'orbita caratterizzata da un semiasse maggiore pari a 2,7805486 UA e da un'eccentricità di 0,1591615, inclinata di 8,77076° rispetto all'eclittica.